# NHL 2005/06
Die Saison 2005/06 war – wenn die ausgefallene Vorsaison mitgerechnet wird – die 89. Spielzeit der National Hockey League. Die reguläre Saison dauerte vom 5. Oktober 2005 bis 18. April 2006. Aufgrund des Lockouts in der Saison 2004/05 war ein Start lange Zeit ungewiss. Mitte Juli 2005 kam es zu einer Einigung nach über 300 Tagen Lockout, so dass die Saison 2005/06 komplett stattfinden konnte. Während der Olympischen Winterspiele in Turin pausierte die NHL, um den Spielern die Möglichkeit zu geben, daran teilzunehmen. Dafür wurde das NHL All-Star Game gestrichen. In den vom 21. April bis 19. Juni 2006 ausgetragenen Playoffs gewannen die Carolina Hurricanes ihren ersten Stanley Cup.

## Collective Bargaining Agreement
Das neue Collective Bargaining Agreement (CBA) sah eine Gehaltsobergrenze von 39 Millionen US-Dollar pro NHL-Club vor. Ein einzelner Spieler durfte maximal 20 Prozent des Budgets verdienen (7,8 Millionen Dollar). Gleichzeitig wurde der Mindestlohn von 185.000 auf 450.000 US-Dollar angehoben.
Die prominentesten Spieler, die die neue Gehaltsobergrenze betraf, waren Dave Andreychuk, bis dahin Kapitän des amtierenden Stanley-Cup-Champions Tampa Bay Lightning und Alexander Mogilny von den New Jersey Devils, die beide während der Saison aus dem jeweiligen Kader gestrichen wurden und den Gang in die American Hockey League antreten mussten.

## Regeländerungen
Für die Saison wurden einige Regeländerungen vorgenommen, um das Spiel schneller und vor allem torreicher zu machen:
- Der 2-Linienpass wurde abgeschafft.
- Bei einem Unentschieden nach Verlängerung kommt es im Grunddurchgang zu einem Penaltyschießen. In Playoff-Spielen wird nach wie vor so lange weitergespielt, bis ein Tor fällt.
- Die Fläche der Torwartausrüstung wurde verkleinert.
- Die Neutrale Zone wurde um etwa 120 Zentimeter (4 Fuß) verkleinert, wobei die Torlinie 60 Zentimeter (2 Fuß) näher an die Bande gerückt wurde.
- Spieler, die in den letzten 5 Spielminuten eine Rauferei anzetteln, bekommen eine Spieldauerdisziplinarstrafe, werden für das nächste Spiel gesperrt und die Mannschaft erhält eine Geldstrafe.
- Die Schiedsrichter sind mit einem Headset ausgerüstet, um Strafen etc. über das Lautsprechersystem im Stadion durchzugeben.
- Vergehen wie Haken, Crosscheck und Behinderung werden strikter geahndet.
- Eine Mannschaft, die einen unerlaubten Befreiungsschlag (Icing) verursacht, darf in der daraus resultierenden Spielunterbrechung keinen Spielerwechsel vornehmen. So soll verhindert werden, dass eine Mannschaft ein Icing provoziert, um eine Gelegenheit für einen Spielerwechsel zu bekommen.
- Jeder Spieler, der den Puck aus der eigenen Verteidigungszone, ohne das dieser abgefälscht wird, über die Plexiglas-Umrandung schießt, wird mit einer Spielverzögerungsstrafe belegt.

## Entry Draft
- Hauptartikel: NHL Entry Draft 2005

Der 43. NHL Entry Draft wurde vom 25. und 26. Juni auf den 30. Juli 2005 verschoben und fand in der kanadischen Hauptstadt Ottawa statt. Die Reihenfolge wurde ausgelost, da aufgrund der ausgefallenen Vorsaison keine Reihung möglich war. Als erste Mannschaft durften die Pittsburgh Penguins wählen, die den von den Beobachtern favorisierten kanadischen Center Sidney Crosby wählten.
Der erste nicht aus Nordamerika stammende Spieler war der Slowene Anže Kopitar als Elfter, der einzige deutsche Spieler war der Flügelstürmer Philip Gogulla von den Kölner Haien, der an Position 48 von den Buffalo Sabres gezogen wurde.

## Reguläre Saison

### Abschlusstabellen
Abkürzungen: GP = Spiele, W = Siege, L = Niederlagen, OTL = Niederlage nach Overtime bzw. Shootout, GF = Erzielte Tore, GA = Gegentore, Pts = Punkte

Erläuterungen: In Klammern befindet sich die Platzierung innerhalb der Conference;       = Playoff-Qualifikation,       = Divisions-Sieger,       = Conference-Sieger,       = Presidents’-Trophy-Gewinner

#### Eastern Conference
| Atlantic Division        | GP | W  | L  | OTL | GF  | GA  | Pts |
| ------------------------ | -- | -- | -- | --- | --- | --- | --- |
| New Jersey Devils (4)    | 82 | 46 | 27 | 9   | 242 | 229 | 101 |
| Philadelphia Flyers (5)  | 82 | 45 | 26 | 11  | 267 | 259 | 101 |
| New York Rangers (6)     | 82 | 44 | 26 | 12  | 257 | 215 | 100 |
| New York Islanders (12)  | 82 | 36 | 40 | 6   | 230 | 278 | 78  |
| Pittsburgh Penguins (15) | 82 | 22 | 46 | 14  | 244 | 316 | 58  |

| Northeast Division       | GP | W  | L  | OTL | GF  | GA  | Pts |
| ------------------------ | -- | -- | -- | --- | --- | --- | --- |
| Ottawa Senators (1)      | 82 | 52 | 21 | 9   | 214 | 211 | 113 |
| Buffalo Sabres (3)       | 82 | 52 | 24 | 6   | 281 | 239 | 110 |
| Montréal Canadiens (7)   | 82 | 42 | 31 | 9   | 243 | 247 | 93  |
| Toronto Maple Leafs (10) | 82 | 41 | 33 | 8   | 257 | 270 | 90  |
| Boston Bruins (13)       | 82 | 29 | 37 | 16  | 230 | 266 | 74  |

| Southeast Division       | GP | W  | L  | OTL | GF  | GA  | Pts |
| ------------------------ | -- | -- | -- | --- | --- | --- | --- |
| Carolina Hurricanes (2)  | 82 | 52 | 22 | 8   | 294 | 260 | 112 |
| Tampa Bay Lightning (8)  | 82 | 43 | 33 | 6   | 252 | 260 | 92  |
| Atlanta Thrashers (9)    | 82 | 41 | 33 | 8   | 281 | 275 | 90  |
| Florida Panthers (11)    | 82 | 37 | 34 | 11  | 240 | 257 | 85  |
| Washington Capitals (14) | 82 | 29 | 41 | 12  | 237 | 306 | 70  |

#### Western Conference
| Central Division           | GP | W  | L  | OTL | GF  | GA  | Pts |
| -------------------------- | -- | -- | -- | --- | --- | --- | --- |
| Detroit Red Wings (1)      | 82 | 58 | 16 | 8   | 305 | 209 | 124 |
| Nashville Predators (4)    | 82 | 49 | 25 | 8   | 259 | 227 | 106 |
| Columbus Blue Jackets (13) | 82 | 35 | 43 | 4   | 223 | 279 | 74  |
| Chicago Blackhawks (14)    | 82 | 26 | 43 | 13  | 211 | 285 | 65  |
| St. Louis Blues (15)       | 82 | 21 | 46 | 15  | 197 | 292 | 57  |

| Northwest Division     | GP | W  | L  | OTL | GF  | GA  | Pts |
| ---------------------- | -- | -- | -- | --- | --- | --- | --- |
| Calgary Flames (3)     | 82 | 46 | 25 | 11  | 218 | 200 | 103 |
| Colorado Avalanche (7) | 82 | 43 | 30 | 9   | 283 | 257 | 95  |
| Edmonton Oilers (8)    | 82 | 41 | 28 | 13  | 256 | 251 | 95  |
| Vancouver Canucks (9)  | 82 | 42 | 32 | 8   | 256 | 255 | 92  |
| Minnesota Wild (11)    | 82 | 38 | 36 | 8   | 231 | 215 | 84  |

| Pacific Division            | GP | W  | L  | OTL | GF  | GA  | Pts |
| --------------------------- | -- | -- | -- | --- | --- | --- | --- |
| Dallas Stars (2)            | 82 | 53 | 23 | 6   | 265 | 218 | 112 |
| San Jose Sharks (5)         | 82 | 44 | 27 | 11  | 266 | 242 | 99  |
| Mighty Ducks of Anaheim (6) | 82 | 43 | 27 | 12  | 254 | 229 | 98  |
| Los Angeles Kings (10)      | 82 | 42 | 35 | 5   | 249 | 270 | 89  |
| Phoenix Coyotes (12)        | 82 | 38 | 39 | 5   | 246 | 271 | 81  |

### Beste Scorer
Mit seinen 96 Vorlagen legte Joe Thornton den Grundstein für die Bestmarke von 125 Punkten. Bester Torjäger war Jonathan Cheechoo mit 56 Treffern. Kein anderer Spieler schoss öfter als Alexander Owetschkin mit 425 Schüssen aufs Tor. Ilja Kowaltschuk traf 27 Mal in Überzahl, während Marián Hossa mit sieben Treffern in Unterzahl eine Bestleistung aufstellte. 23,4 Prozent der Schüsse von Alex Tanguay gingen ins Tor. Nachdem er in der letzten Saison als Rookie Strafbankkönig der Liga war, führte Sean Avery mit 257 Strafminuten erneut die gesamte NHL an. Kein Verteidiger übertraf Nicklas Lidström mit seinen 64 Vorlagen und 80 Punkten. Sein Teamkamerad Mathieu Schneider war mit 21 Treffern der torgefährlichste Abwehrspieler.
Abkürzungen: GP = Spiele, G = Tore, A = Assists, Pts = Punkte; Fett: Saisonbestwert

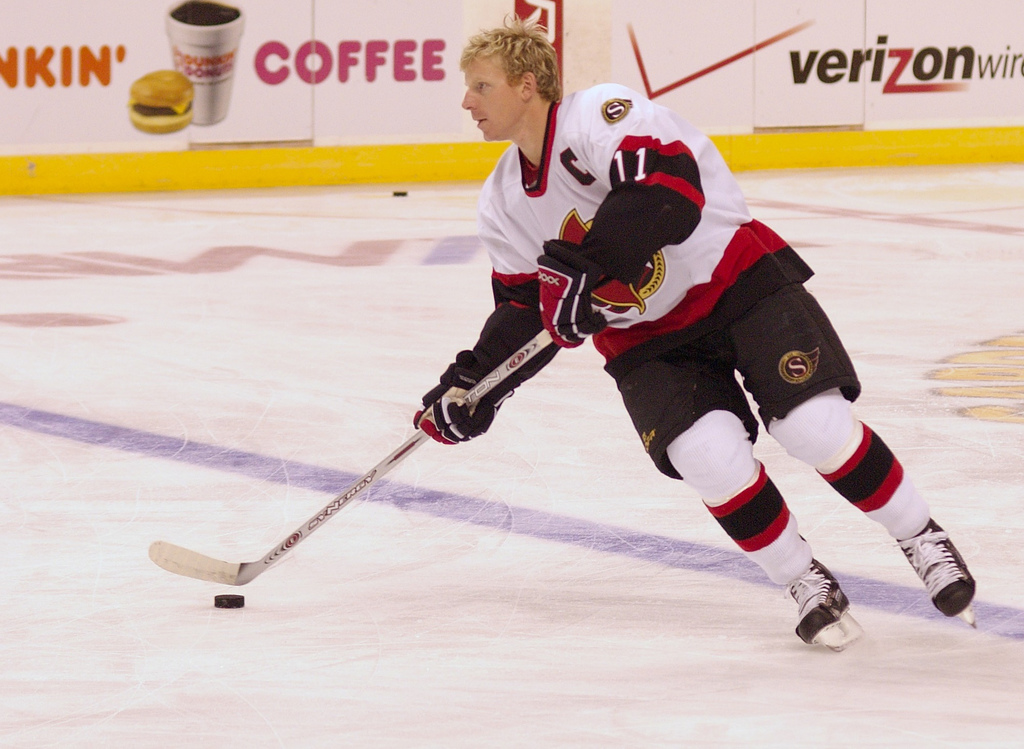
Daniel Alfredsson war einer von sieben Spielern mit 100 oder mehr Punkten

| Spieler              | Team            | GP | G  | A  | Pts | +/- | PIM |
| -------------------- | --------------- | -- | -- | -- | --- | --- | --- |
| Joe Thornton         | Boston/San Jose | 81 | 29 | 96 | 125 | +31 | 55  |
| Jaromír Jágr         | NY Rangers      | 82 | 54 | 69 | 123 | +34 | 72  |
| Alexander Owetschkin | Washington      | 81 | 52 | 54 | 106 | +2  | 106 |
| Dany Heatley         | Ottawa          | 82 | 50 | 53 | 103 | +29 | 86  |
| Daniel Alfredsson    | Ottawa          | 77 | 43 | 60 | 103 | +29 | 50  |
| Sidney Crosby        | Pittsburgh      | 81 | 39 | 63 | 102 | −1  | 110 |
| Eric Staal           | Carolina        | 82 | 45 | 55 | 100 | −8  | 81  |
| Ilja Kowaltschuk     | Atlanta         | 78 | 52 | 46 | 98  | −6  | 68  |
| Marc Savard          | Atlanta         | 82 | 28 | 69 | 97  | +7  | 100 |
| Jonathan Cheechoo    | San Jose        | 82 | 56 | 37 | 93  | +23 | 58  |

### Beste Torhüter
Mindestens 1.000 gespielte Minuten.
Abkürzungen: GP = Spiele, TOI = Eiszeit (in Minuten), W = Siege, L = Niederlagen, OTL = Overtime/Shootout-Niederlagen, GA = Gegentore, SO = Shutouts, Sv% = gehaltene Schüsse (in %), GAA = Gegentorschnitt; Fett: Saisonbestwert
| Spieler          | Team       | GP | TOI     | W  | L  | OTL | GA  | SO | Sv%   | GAA  |
| ---------------- | ---------- | -- | ------- | -- | -- | --- | --- | -- | ----- | ---- |
| Miikka Kiprusoff | Calgary    | 74 | 4379:40 | 42 | 20 | 11  | 151 | 10 | 0,923 | 2,07 |
| Dominik Hašek    | Ottawa     | 43 | 2583:58 | 28 | 10 | 4   | 90  | 5  | 0,925 | 2,09 |
| Manny Legace     | Detroit    | 51 | 2905:09 | 37 | 8  | 3   | 106 | 7  | 0,915 | 2,19 |
| Cristobal Huet   | Montreal   | 36 | 2102:59 | 18 | 11 | 4   | 77  | 7  | 0,929 | 2,20 |
| Henrik Lundqvist | NY Rangers | 53 | 3111:53 | 30 | 12 | 9   | 116 | 2  | 0,922 | 2,24 |

### Beste Rookiescorer
Eine hervorragende Rookiesaison spielte Alexander Owetschkin. Seine 52 Tore und 106 Punkte waren jeweils die drittbeste Rookie-Leistung aller Zeiten. Ebenfalls nur zweimal erreichte ein Rookie mehr als die 63 Vorlagen von Sidney Crosby. Die Plus/Minus-Wertung führte Andrej Meszároš mit +34 an. Kein anderer Rookie saß öfter als Derek Boogaard mit seinen 158 Strafminuten in der Penaltybox.

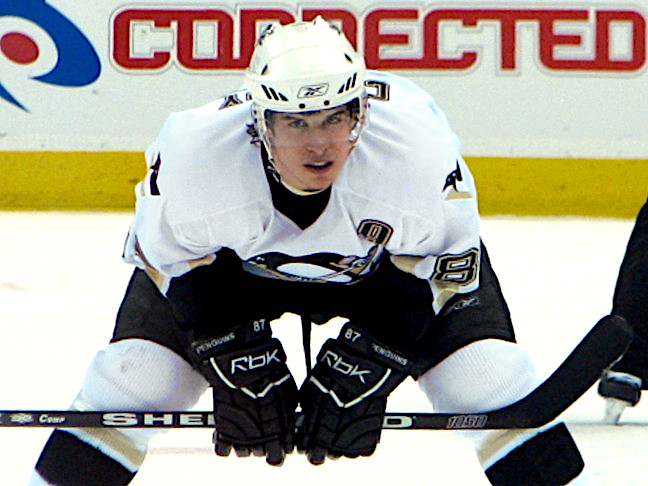
Sidney Crosby bereitete 63 Tore vor. Der beste Wert seit 1993

Abkürzungen: GP = Spiele, G = Tore, A = Assists, Pts = Punkte, +/- = Plus/Minus, PIM = Strafminuten
| Spieler              | Team       | GP | G  | A  | Pts | +/- | PIM |
| -------------------- | ---------- | -- | -- | -- | --- | --- | --- |
| Alexander Owetschkin | Washington | 81 | 52 | 54 | 106 | +2  | 52  |
| Sidney Crosby        | Pittsburgh | 81 | 39 | 63 | 102 | −1  | 110 |
| Brad Boyes           | Boston     | 82 | 26 | 43 | 69  | +11 | 30  |
| Jussi Jokinen        | Dallas     | 81 | 17 | 38 | 55  | +2  | 30  |
| Marek Svatoš         | Colorado   | 61 | 32 | 18 | 50  | 0   | 60  |

## Stanley-Cup-Playoffs
|  | Conference-Viertelfinale                              | Conference-Viertelfinale | Conference-Viertelfinale |                    | Conference-Halbfinale   | Conference-Halbfinale | Conference-Halbfinale |                     |                 | Conference-Finale | Conference-Finale | Conference-Finale |  |  | Stanley-Cup-Finale | Stanley-Cup-Finale | Stanley-Cup-Finale |
|  |                                                       |                          |                          |                    |                         |                       |                       |                     |                 |                   |                   |                   |  |  |                    |                    |                    |
|  | 1                                                     | Ottawa Senators          | 4                        |                    | 1                       | Ottawa Senators       | 1                     |                     |                 |                   |                   |                   |  |  |                    |                    |                    |
|  | 8                                                     | Tampa Bay Lightning      | 1                        | 4                  | Buffalo Sabres          | 4                     |                       |                     |                 |                   |                   |                   |  |  |                    |                    |                    |
|  |                                                       |                          |                          |                    |                         |                       |                       |                     |                 |                   |                   |                   |  |  |                    |                    |                    |
|  | 2                                                     | Carolina Hurricanes      | 4                        | Eastern Conference | Eastern Conference      | Eastern Conference    |                       |                     |                 |                   |                   |                   |  |  |                    |                    |                    |
|  | 2                                                     | Carolina Hurricanes      | 4                        | Eastern Conference | Eastern Conference      | Eastern Conference    |                       |                     |                 |                   |                   |                   |  |  |                    |                    |                    |
|  | 7                                                     | Canadiens de Montréal    | 2                        |                    |                         |                       |                       |                     |                 |                   |                   |                   |  |  |                    |                    |                    |
|  | 7                                                     | Canadiens de Montréal    | 2                        | 4                  | Buffalo Sabres          | 3                     |                       |                     |                 |                   |                   |                   |  |  |                    |                    |                    |
|  |                                                       |                          |                          | 4                  | Buffalo Sabres          | 3                     |                       |                     |                 |                   |                   |                   |  |  |                    |                    |                    |
|  |                                                       | 2                        | Carolina Hurricanes      | 4                  |                         |                       |                       |                     |                 |                   |                   |                   |  |  |                    |                    |                    |
|  | 3                                                     | 2                        | Carolina Hurricanes      | 4                  | New Jersey Devils       | 4                     |                       |                     |                 |                   |                   |                   |  |  |                    |                    |                    |
|  | 3                                                     |                          |                          |                    | New Jersey Devils       | 4                     |                       |                     |                 |                   |                   |                   |  |  |                    |                    |                    |
|  | 6                                                     | New York Rangers         | 0                        |                    |                         |                       |                       |                     |                 |                   |                   |                   |  |  |                    |                    |                    |
|  | 6                                                     | New York Rangers         | 0                        |                    |                         |                       |                       |                     |                 |                   |                   |                   |  |  |                    |                    |                    |
|  |                                                       |                          |                          |                    |                         |                       |                       |                     |                 |                   |                   |                   |  |  |                    |                    |                    |
|  | 4                                                     | Buffalo Sabres           | 4                        | 2                  | Carolina Hurricanes     | 4                     |                       |                     |                 |                   |                   |                   |  |  |                    |                    |                    |
|  | 4                                                     | Buffalo Sabres           | 4                        | 2                  | Carolina Hurricanes     | 4                     |                       |                     |                 |                   |                   |                   |  |  |                    |                    |                    |
|  | 5                                                     | Philadelphia Flyers      | 2                        | 3                  | New Jersey Devils       | 1                     |                       |                     |                 |                   |                   |                   |  |  |                    |                    |                    |
|  | 5                                                     | Philadelphia Flyers      | 2                        | 3                  | New Jersey Devils       | 1                     | E2                    | Carolina Hurricanes | 4               |                   |                   |                   |  |  |                    |                    |                    |
|  | (Die Teams werden nach der ersten Runde neu gesetzt.) |                          |                          |                    |                         |                       | E2                    | Carolina Hurricanes | 4               |                   |                   |                   |  |  |                    |                    |                    |
|  |                                                       | W8                       | Edmonton Oilers          | 3                  |                         |                       |                       |                     |                 |                   |                   |                   |  |  |                    |                    |                    |
|  | 1                                                     | W8                       | Edmonton Oilers          | 3                  | Detroit Red Wings       | 2                     |                       | 5                   | San Jose Sharks | 2                 |                   |                   |  |  |                    |                    |                    |
|  | 1                                                     |                          |                          |                    | Detroit Red Wings       | 2                     |                       | 5                   | San Jose Sharks | 2                 |                   |                   |  |  |                    |                    |                    |
|  | 8                                                     | Edmonton Oilers          | 4                        | 8                  | Edmonton Oilers         | 4                     |                       |                     |                 |                   |                   |                   |  |  |                    |                    |                    |
|  | 8                                                     | Edmonton Oilers          | 4                        | 8                  | Edmonton Oilers         | 4                     |                       |                     |                 |                   |                   |                   |  |  |                    |                    |                    |
|  |                                                       |                          |                          |                    |                         |                       |                       |                     |                 |                   |                   |                   |  |  |                    |                    |                    |
|  | 2                                                     | Dallas Stars             | 1                        |                    |                         |                       |                       |                     |                 |                   |                   |                   |  |  |                    |                    |                    |
|  | 2                                                     | Dallas Stars             | 1                        |                    |                         |                       |                       |                     |                 |                   |                   |                   |  |  |                    |                    |                    |
|  | 7                                                     | Colorado Avalanche       | 4                        |                    |                         |                       |                       |                     |                 |                   |                   |                   |  |  |                    |                    |                    |
|  | 7                                                     | Colorado Avalanche       | 4                        | 8                  | Edmonton Oilers         | 4                     |                       |                     |                 |                   |                   |                   |  |  |                    |                    |                    |
|  |                                                       |                          |                          | 8                  | Edmonton Oilers         | 4                     |                       |                     |                 |                   |                   |                   |  |  |                    |                    |                    |
|  |                                                       | 6                        | Mighty Ducks of Anaheim  | 1                  |                         |                       |                       |                     |                 |                   |                   |                   |  |  |                    |                    |                    |
|  | 3                                                     | 6                        | Mighty Ducks of Anaheim  | 1                  | Calgary Flames          | 3                     |                       |                     |                 |                   |                   |                   |  |  |                    |                    |                    |
|  | 3                                                     |                          |                          |                    | Calgary Flames          | 3                     |                       |                     |                 |                   |                   |                   |  |  |                    |                    |                    |
|  | 6                                                     | Mighty Ducks of Anaheim  | 4                        | Western Conference | Western Conference      | Western Conference    |                       |                     |                 |                   |                   |                   |  |  |                    |                    |                    |
|  | 6                                                     | Mighty Ducks of Anaheim  | 4                        | Western Conference | Western Conference      | Western Conference    |                       |                     |                 |                   |                   |                   |  |  |                    |                    |                    |
|  |                                                       |                          |                          |                    |                         |                       |                       |                     |                 |                   |                   |                   |  |  |                    |                    |                    |
|  | 4                                                     | Nashville Predators      | 1                        | 6                  | Mighty Ducks of Anaheim | 4                     |                       |                     |                 |                   |                   |                   |  |  |                    |                    |                    |
|  | 5                                                     | San Jose Sharks          | 4                        | 7                  | Colorado Avalanche      | 0                     |                       |                     |                 |                   |                   |                   |  |  |                    |                    |                    |

## NHL Awards und vergebene Trophäen
- Hauptartikel: NHL Awards 2006

Die NHL Awards wurden nach der Saison am 22. Juni in Vancouver verliehen.

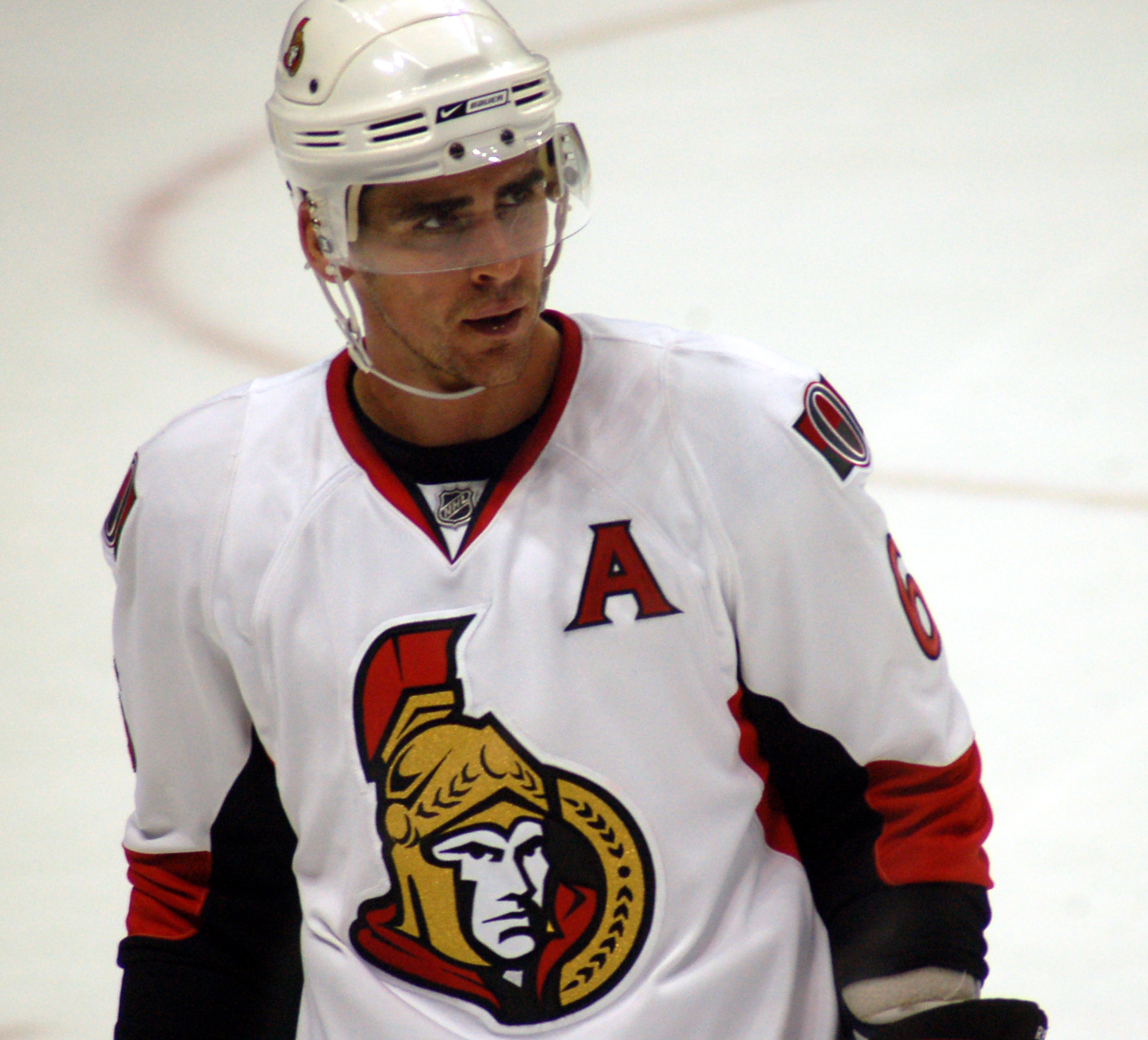
Wade Redden, einer der beiden Gewinner des NHL Plus/Minus Award

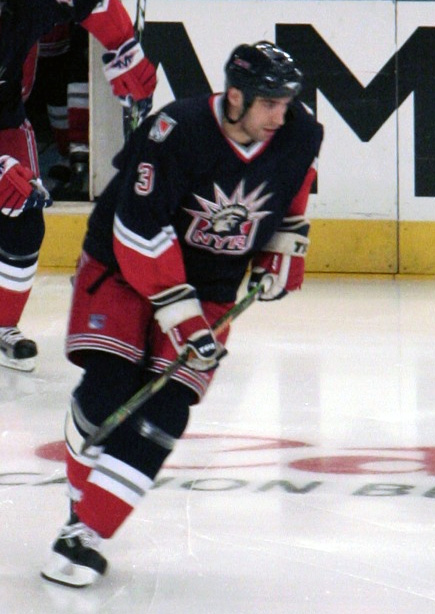
Michal Rozsíval war der andere

| Auszeichnung                     | Spieler                                                          | Team                             |
| -------------------------------- | ---------------------------------------------------------------- | -------------------------------- |
| Art Ross Trophy                  | Joe Thornton                                                     | San Jose Sharks                  |
| Bill Masterton Memorial Trophy   | Teemu Selänne                                                    | Mighty Ducks of Anaheim          |
| Calder Memorial Trophy           | Alexander Owetschkin                                             | Washington Capitals              |
| Conn Smythe Trophy               | Cam Ward                                                         | Carolina Hurricanes              |
| Frank J. Selke Trophy            | Rod Brind’Amour                                                  | Carolina Hurricanes              |
| Hart Memorial Trophy             | Joe Thornton                                                     | San Jose Sharks                  |
| Jack Adams Award                 | Lindy Ruff                                                       | Buffalo Sabres                   |
| James Norris Trophy              | Nicklas Lidström                                                 | Detroit Red Wings                |
| King Clancy Memorial Trophy      | Olaf Kölzig                                                      | Washington Capitals              |
| Lady Byng Memorial Trophy        | Pawel Dazjuk                                                     | Detroit Red Wings                |
| Lester B. Pearson Award          | Jaromír Jágr                                                     | New York Rangers                 |
| Lester Patrick Trophy            | Red Berenson Marcel Dionne Reed Larson Glen Sonmor Steve Yzerman |                                  |
| Maurice 'Rocket' Richard Trophy  | Jonathan Cheechoo                                                | San Jose Sharks                  |
| NHL Plus/Minus Award             | Wade Redden Michal Rozsíval                                      | Ottawa Senators New York Rangers |
| Roger Crozier Saving Grace Award | Cristobal Huet                                                   | Montréal Canadiens               |
| Vezina Trophy                    | Miikka Kiprusoff                                                 | Calgary Flames                   |
| William M. Jennings Trophy       | Miikka Kiprusoff                                                 | Calgary Flames                   |
| Presidents’ Trophy               |                                                                  | Detroit Red Wings                |
| Prince of Wales Trophy           |                                                                  | Carolina Hurricanes              |
| Clarence S. Campbell Bowl        |                                                                  | Edmonton Oilers                  |
| Stanley Cup                      | Stanley Cup                                                      | Carolina Hurricanes              |

### NHL All-Star Teams

#### NHL First All-Star Team

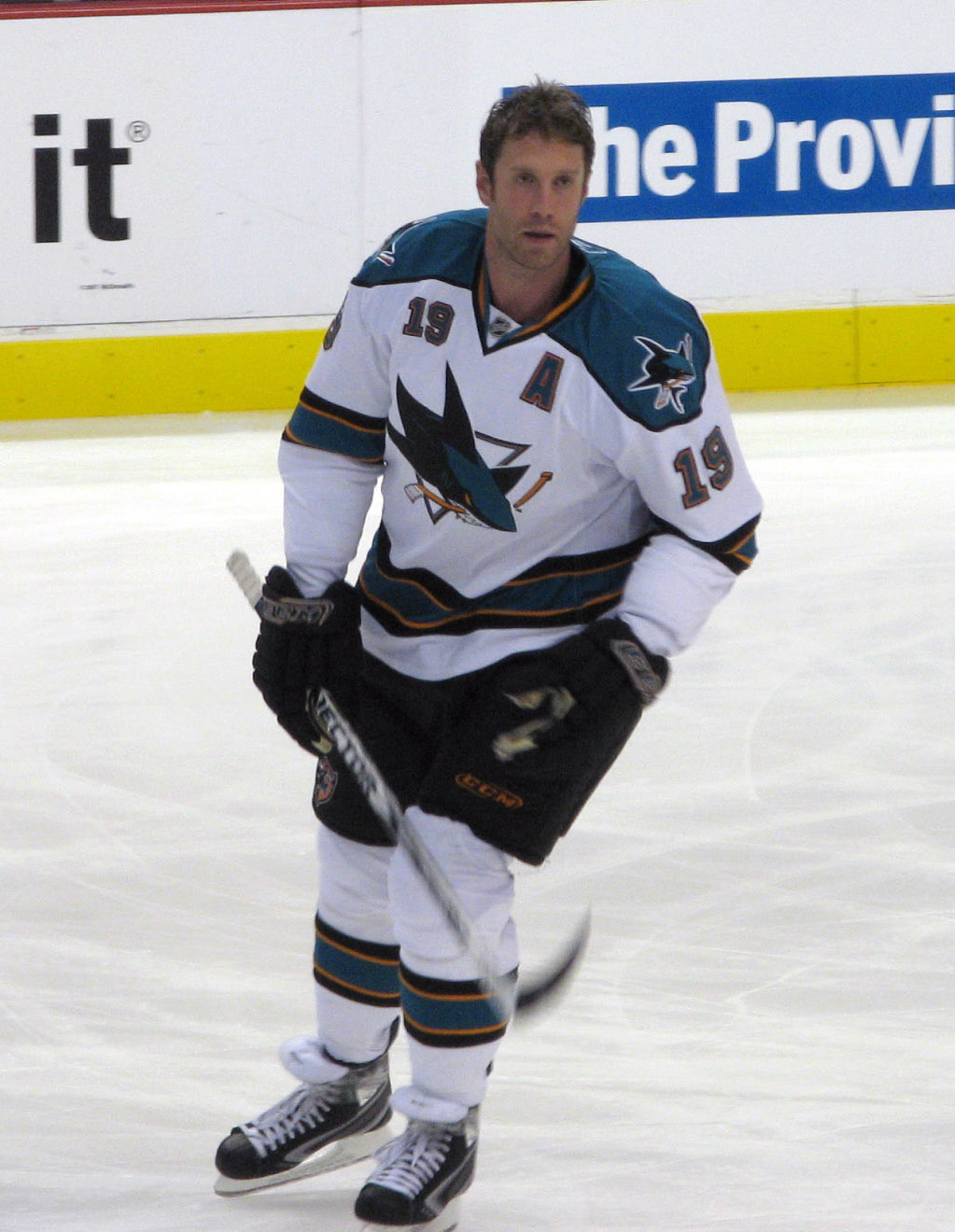
Joe Thornton war sowohl bei den Bruins als auch bei den Sharks erfolgreich.

Abkürzungen: GP = Spiele, G = Tore, A = Assists, Pts = Punkte, W = Siege, SO = Shutouts, GAA = Gegentorschnitt
| Spieler              | Position      | Team                            | GP | G  | A  | Pts |
| -------------------- | ------------- | ------------------------------- | -- | -- | -- | --- |
| Joe Thornton         | Center        | Boston Bruins / San Jose Sharks | 81 | 29 | 96 | 125 |
| Alexander Owetschkin | Flügelstürmer | Washington Capitals             | 81 | 52 | 54 | 106 |
| Jaromír Jágr         | Flügelstürmer | New York Rangers                | 82 | 54 | 69 | 123 |
| Nicklas Lidström     | Verteidiger   | Detroit Red Wings               | 80 | 16 | 64 | 80  |
| Scott Niedermayer    | Verteidiger   | Mighty Ducks of Anaheim         | 82 | 13 | 50 | 63  |

| Spieler          | Position | Team           | GP | W  | SO | GAA  |
| ---------------- | -------- | -------------- | -- | -- | -- | ---- |
| Miikka Kiprusoff | Torhüter | Calgary Flames | 74 | 42 | 10 | 2,07 |

#### NHL Second All-Star Team

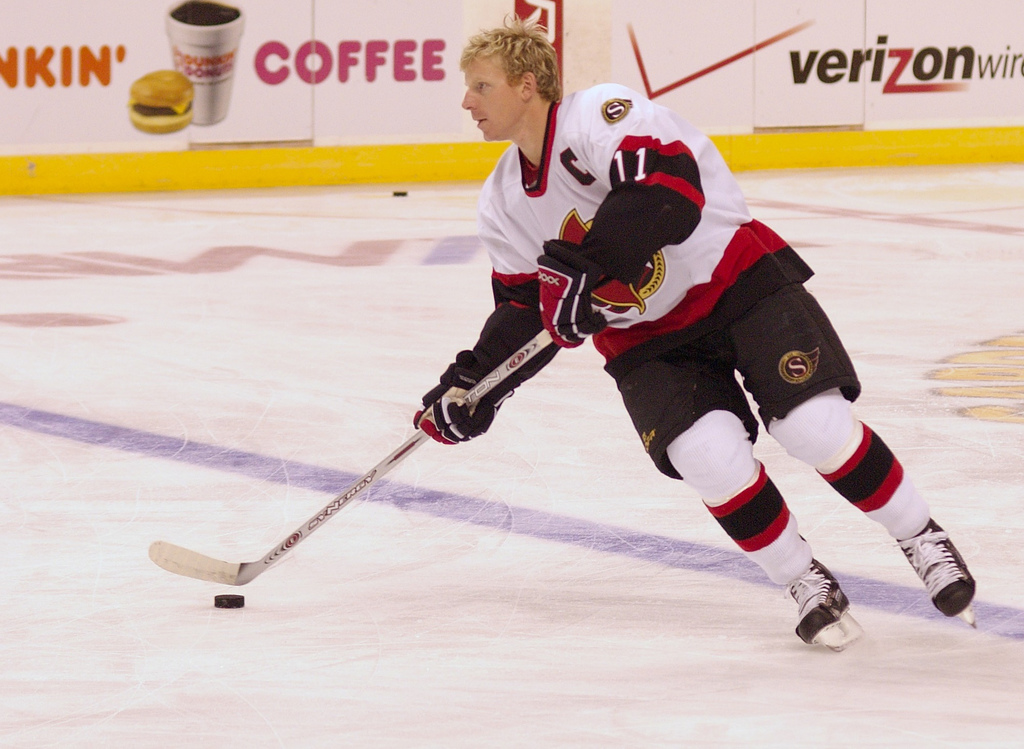
Daniel Alfredsson einer von drei Spielern aus Ottawa in Second All-Star Team.

Abkürzungen: GP = Spiele, G = Tore, A = Assists, Pts = Punkte, W = Siege, SO = Shutouts, GAA = Gegentorschnitt
| Spieler           | Position      | Team                | GP | G  | A  | Pts |
| ----------------- | ------------- | ------------------- | -- | -- | -- | --- |
| Eric Staal        | Center        | Carolina Hurricanes | 82 | 45 | 55 | 100 |
| Dany Heatley      | Flügelstürmer | Ottawa Senators     | 82 | 50 | 53 | 103 |
| Daniel Alfredsson | Flügelstürmer | Ottawa Senators     | 77 | 43 | 60 | 103 |
| Zdeno Chára       | Verteidiger   | Ottawa Senators     | 71 | 16 | 27 | 43  |
| Sergei Subow      | Verteidiger   | Dallas Stars        | 78 | 13 | 58 | 71  |

| Spieler        | Position | Team              | GP | W  | SO | GAA  |
| -------------- | -------- | ----------------- | -- | -- | -- | ---- |
| Martin Brodeur | Torhüter | New Jersey Devils | 73 | 43 | 5  | 2,57 |

#### NHL All-Rookie Team

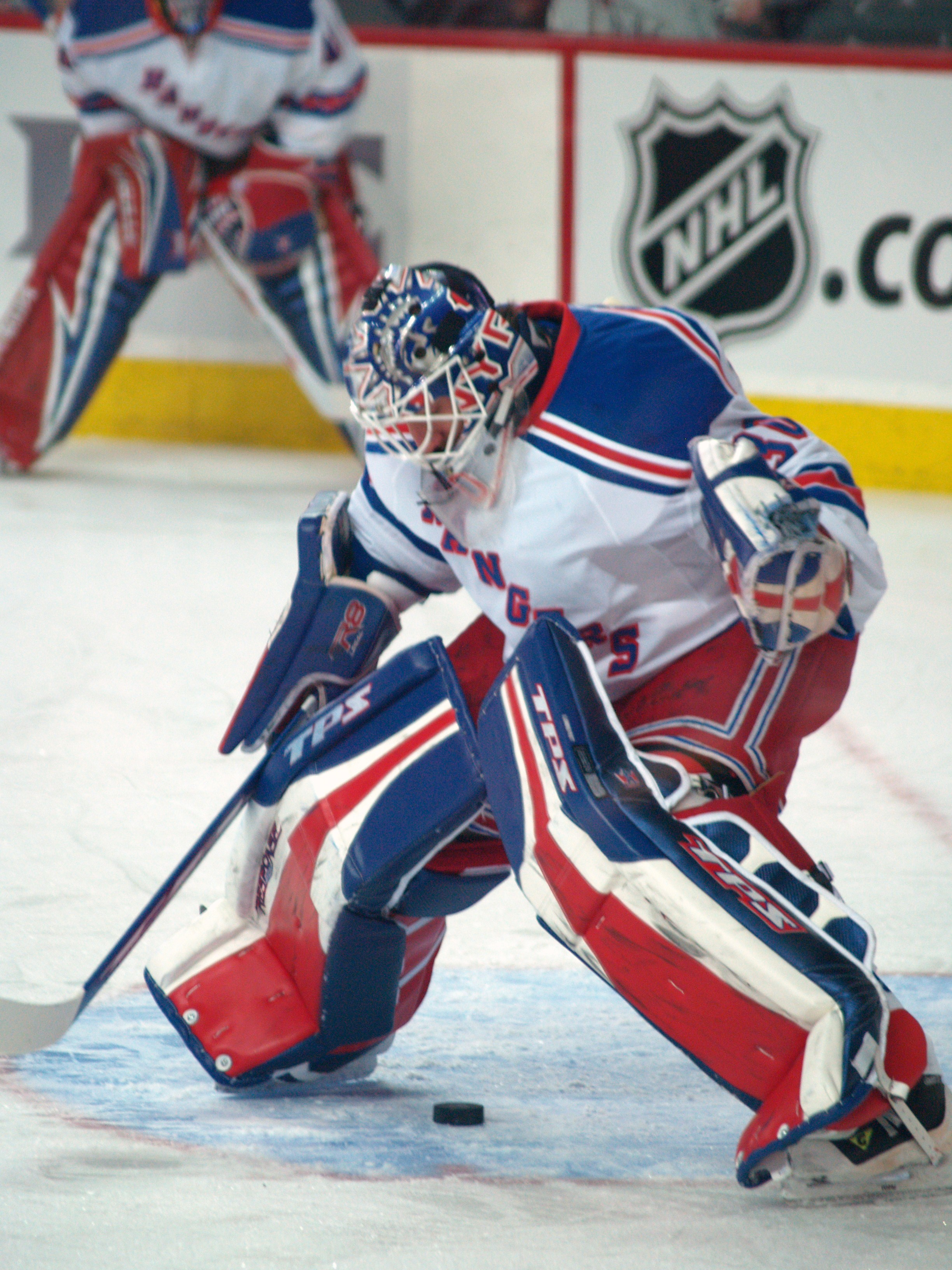
Henrik Lundqvist, stand bei 53 Spielen im Tor der Rangers

Abkürzungen: GP = Spiele, G = Tore, A = Assists, Pts = Punkte, W = Siege, SO = Shutouts, GAA = Gegentorschnitt
| Spieler              | Position    | Team                | GP | G  | A  | Pts |
| -------------------- | ----------- | ------------------- | -- | -- | -- | --- |
| Alexander Owetschkin | Stürmer     | Washington Capitals | 81 | 52 | 54 | 106 |
| Sidney Crosby        | Stürmer     | Pittsburgh Penguins | 81 | 39 | 63 | 102 |
| Brad Boyes           | Stürmer     | Boston Bruins       | 82 | 25 | 43 | 69  |
| Dion Phaneuf         | Verteidiger | Calgary Flames      | 82 | 20 | 29 | 49  |
| Andrej Meszároš      | Verteidiger | Philadelphia Flyers | 82 | 10 | 29 | 39  |

| Spieler          | Position | Team             | GP | W  | SO | GAA  |
| ---------------- | -------- | ---------------- | -- | -- | -- | ---- |
| Henrik Lundqvist | Torhüter | New York Rangers | 53 | 30 | 2  | 2,24 |